# Juliusz Kossak
Juliusz Fortunat Kossak (n. 15 decembrie 1824, Nowy Wiśnicz, voievodatul Polonia Mică, Polonia – d. 3 februarie 1899, Cracovia, Austro-Ungaria) a fost un pictor polonez operele lui având ca tematică  picturi pe teme istorice, fiind specializat în scene de bătălii, portrete ale militarilor și cai.  A făcut parte din Grupul de la München. El a fost primul dintr-o familie de artiști care s-a întins pe patru generații, fiind tatăl pictorului Wojciech Kossak și bunicul pictorului Jerzy Kossak.

## Date biografice
Juliusz Kossak a crescut în Lwów în timpul împărțirii Poloniei.
El a obținut a studiat științe juridice, absolvind la Universitatea din Lwów, încurajat fiind de mama sa. În același timp, el a studiat pictura cu Jan Maszkowski și Piotr Michałowski. Începând din 1844 Kossak a lucrat pentru aristocrația locală din Polonia Mică, Podolia și Wolyn. El s-a căsătorit cu Zofia Gałczyńska în 1855 și împreună au plecat la Paris, unde au petrecut cinci ani. Fii lui, frați gemeni Wojciech și Tadeusz s-au născut acolo (în ajunul Anului Nou 1856-1857) și mai tânărul Ștefan în 1858. Familia a venit la Varșovia în 1860, unde Kossak a obținut o poziție ca ilustrator și gravor pentru revista Tygodnik Illustrowany. S-au mutat la München pentru un an și în 1868 s-a stabilit în Cracovia, fiind deja binecuvântat cu cinci copii. Kossak a cumpărat o proprietate mică acolo, cunoscut sub numele de Kossakówka, renumit pentru salonul său artistic și literar frecventat de Adam Asnyk, Henryk Sienkiewicz, Stanisław Witkiewicz, Józef Chełmoński și mulți alții. Juliusz Kossak a trăit și a lucrat acolo până la sfârșitul vieții sale. În 1880 el a fost decorat cu Crucea Ordinului de Merit de împăratul Franz Joseph al Austro-Ungariei pentru realizările sale ca artist.

## Opera

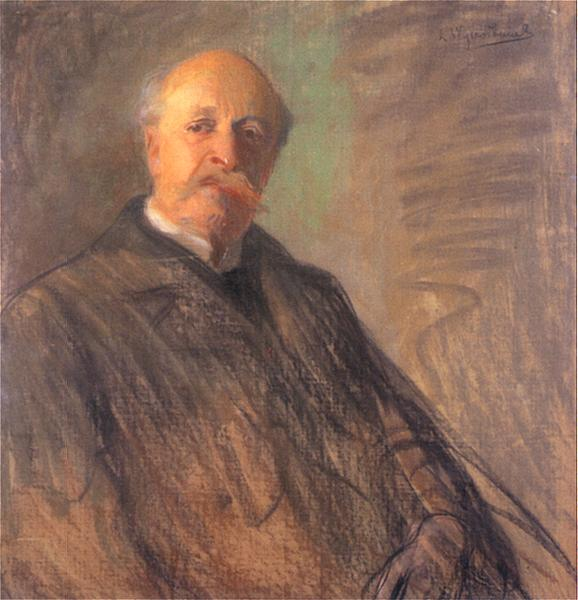
Juliusz Kossak, pictură de Wyczółkowski

Kossak din 1854și-a expus lucrările în Polonia și în străinătate. Mediul său preferat pentru pictură era acuarela, pictând atât în formate mai mici cât și mai mari. El a fost precursor al unei școli poloneze de pictură, care pictau scene de luptă, principalul său subiect gravitând în jurul a ceea ce a fost de mare interes pentru polonezi în vremea sa, ocupația militară a țării. El a fost autorul a peste o duzină de picturi panoramice ilustrând cavaleria poloneză în luptă și în acțiuni militare împotriva cotropitorilor străini.

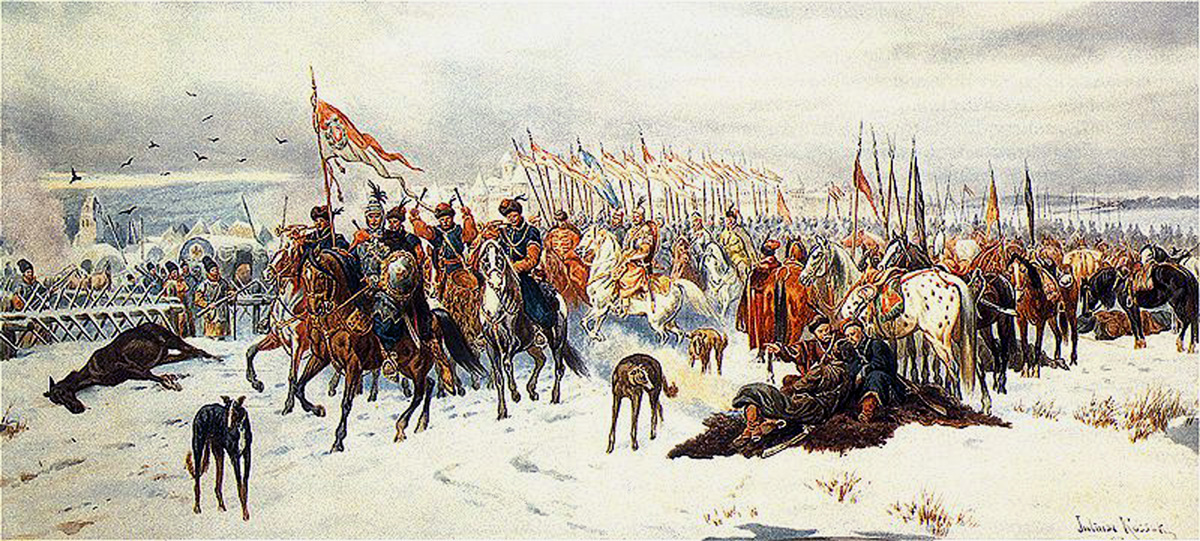
Juliusz Kossak, eliberarea oraşului Smolensk de armata poloneză. Pictura reflectă perioada când armata polonă îi putea ține piept armatei ruse, situație care în timpul vieții pictorului s-a schimbat.

Kossak a produs, de asemenea, o serie de portrete în ulei pentru familii poloneze nobile, inclusiv familiile Fredro, Gniewosz, Tyszkiewicz, Lipski și Morstin. Scenele rustice și pastorale includ târguri de cai, nunti la țară, scene de vânătoare iarna, scene mitologice și grajduri de cai. El a pictat de asemenea, o serie de ilustrații ale literaturii epice poloneze, cum ar fi Pan Tadeusz de Adam Mickiewicz, romanele lui Henryk Sienkiewicz, lucrările lui Wincenty Pol, Jan Chryzostom Pasek și alții. El a proiectat diferite medalii de onoare pentru turnătoriile din Cracovia.

## Galerie cu picturi

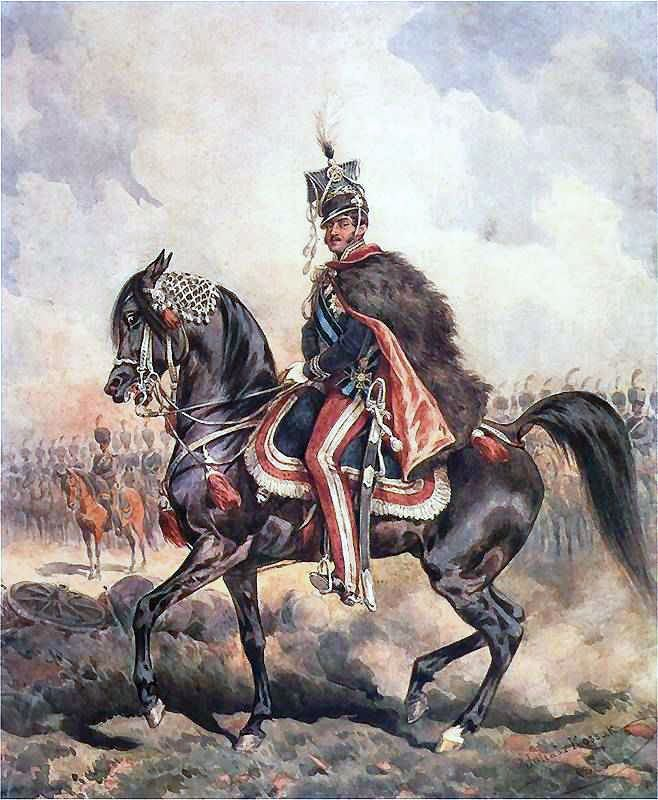
Prințul Józef Poniatowski
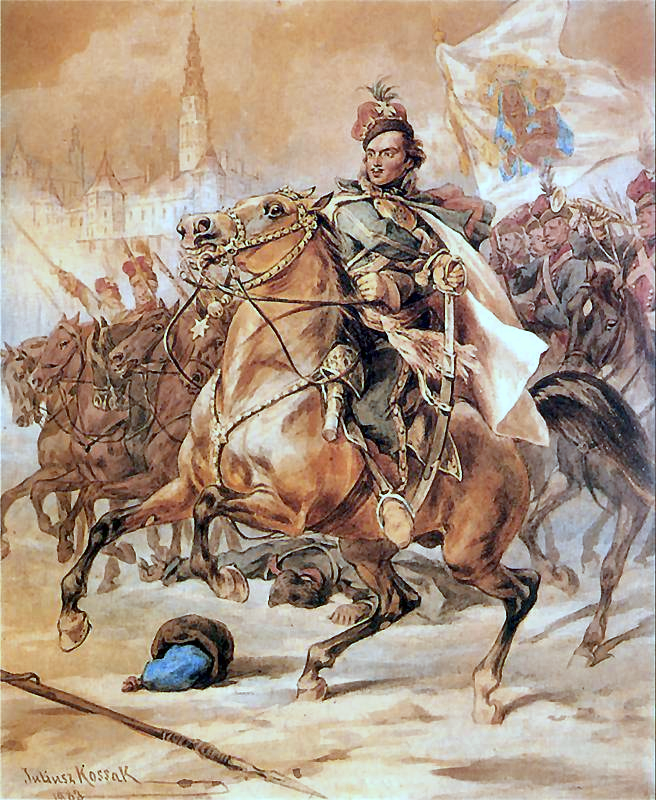
Generalul Kazimierz Pułaski
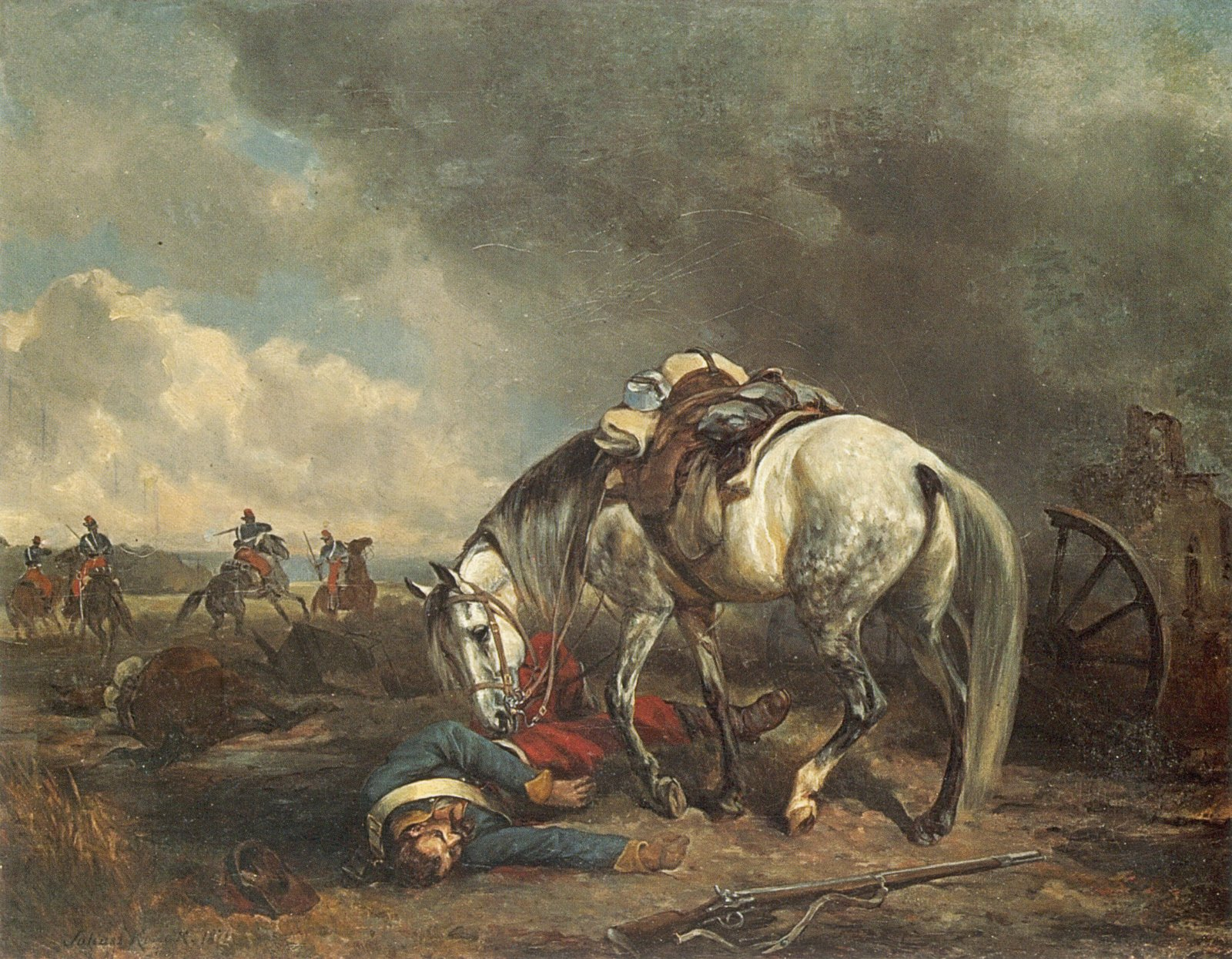
Companie credincioasă
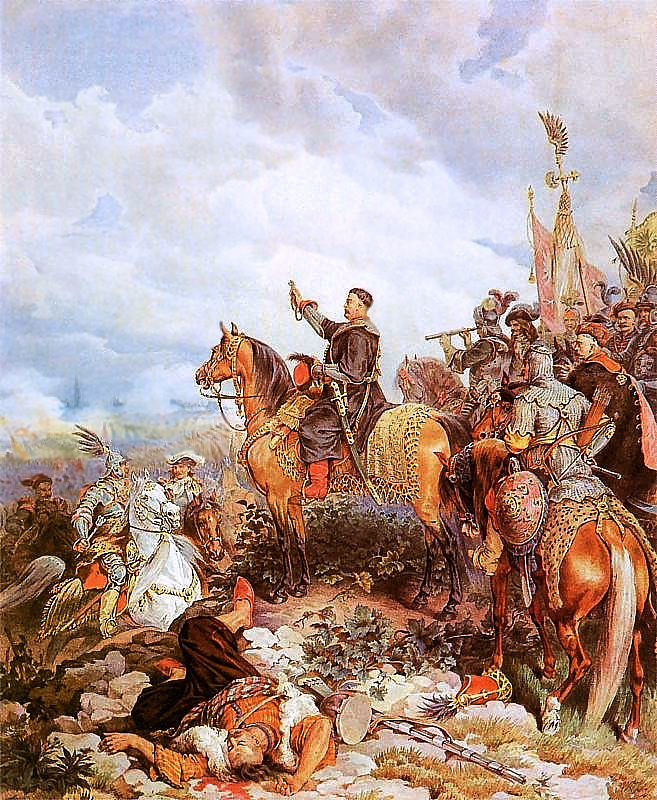
Regele Ioan Sobieski al III-lea pornind un atac împotriva turcilor în Al doilea Asediu al Vienei din 1683
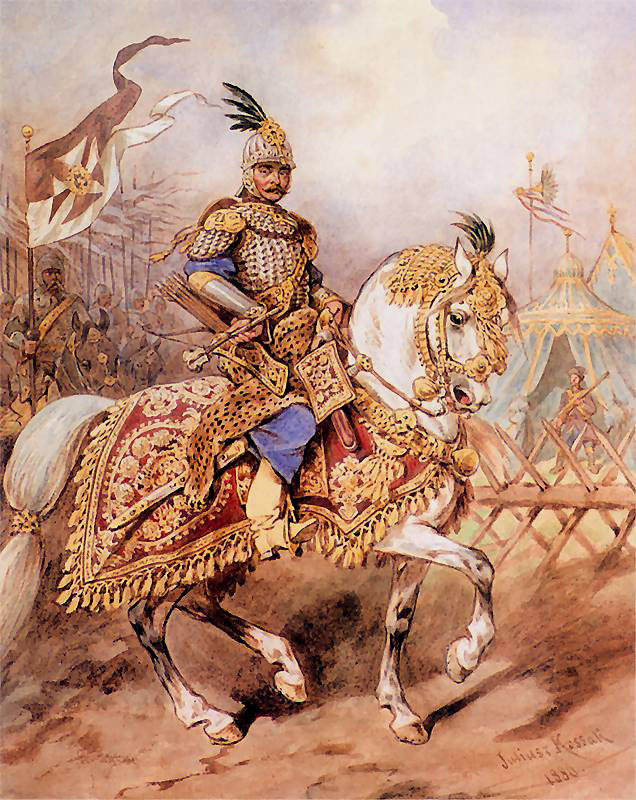
Rotmistrz Towarzysz pancerny
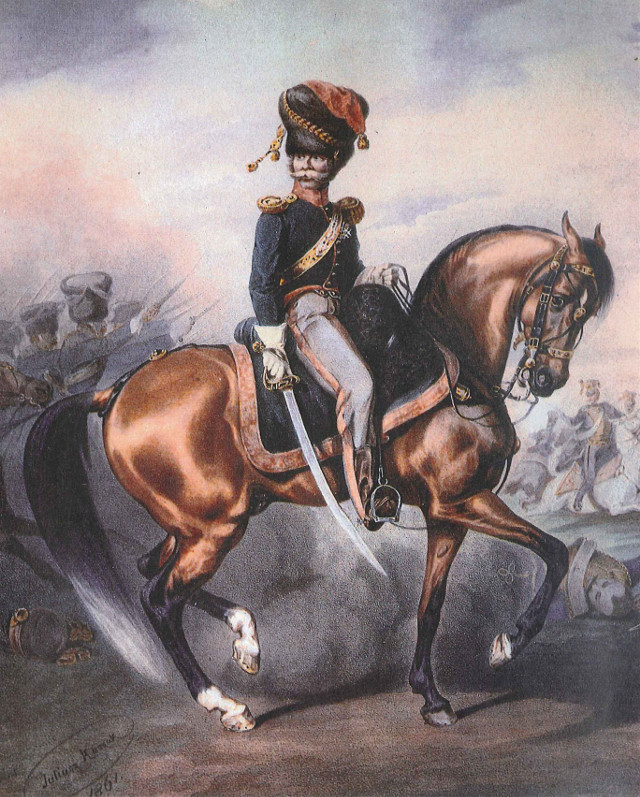
Colonelul Berek Joselewicz
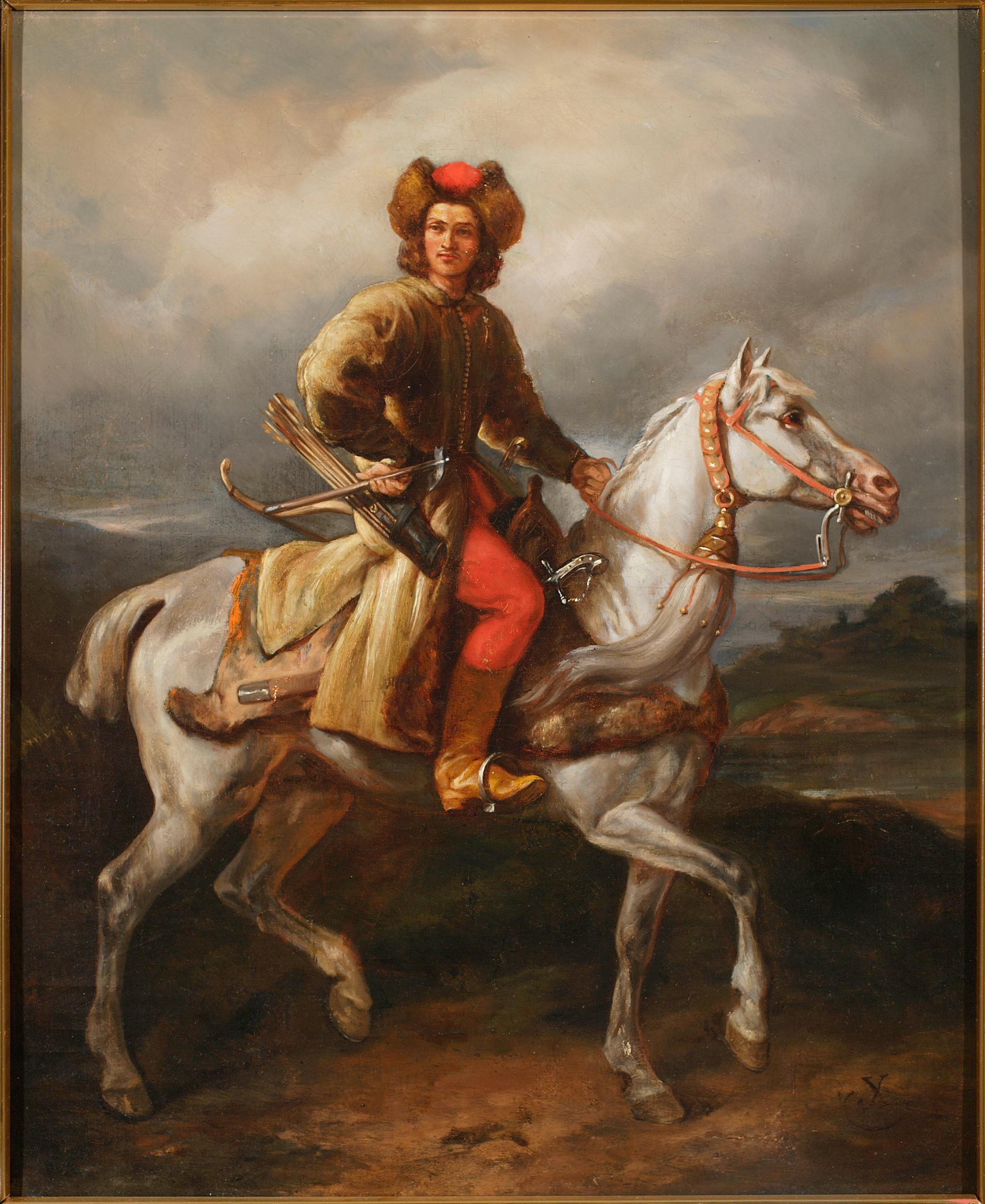
Lisowczyk din cavaleria ușoară
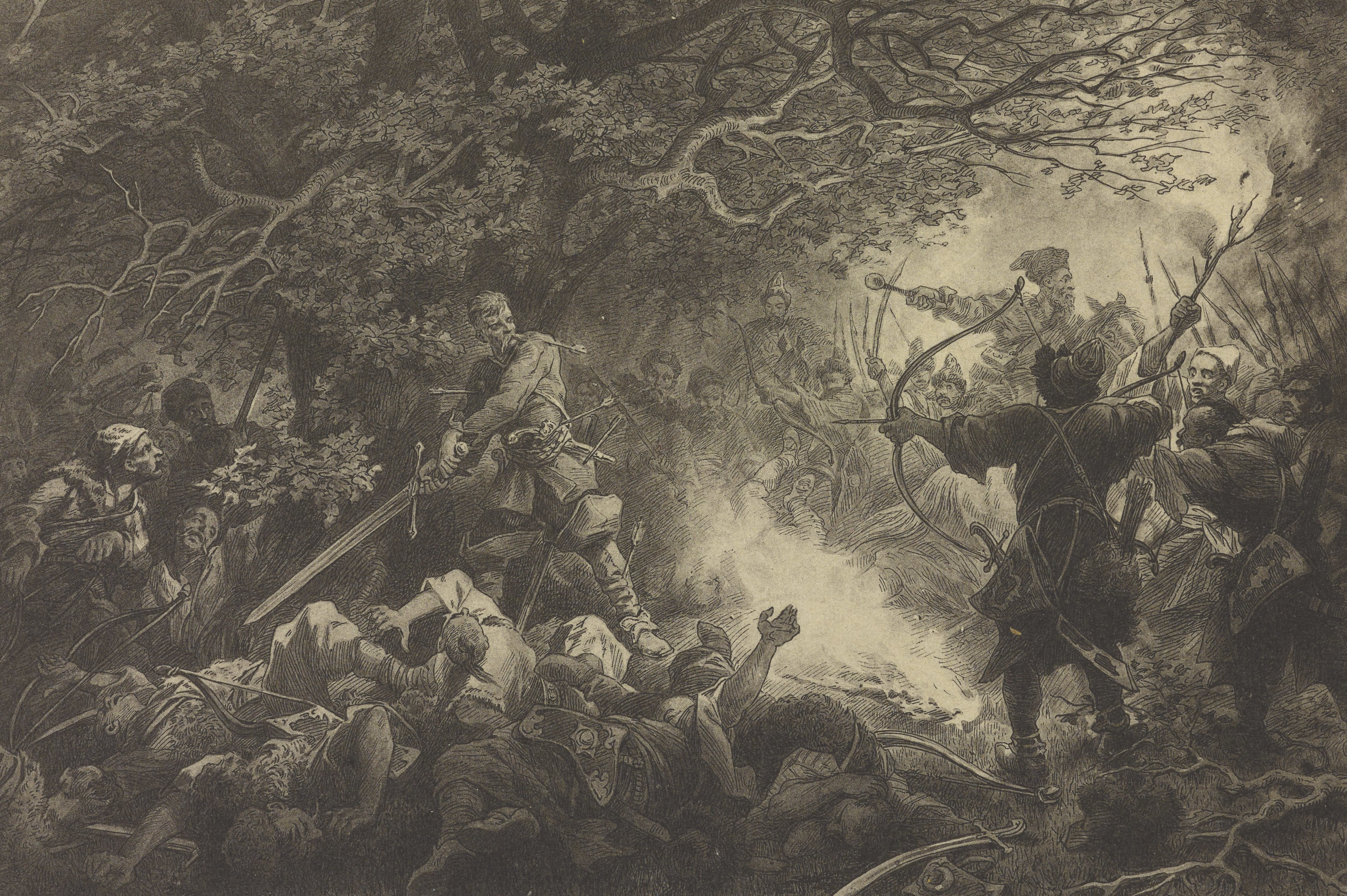
Prin foc și sabie
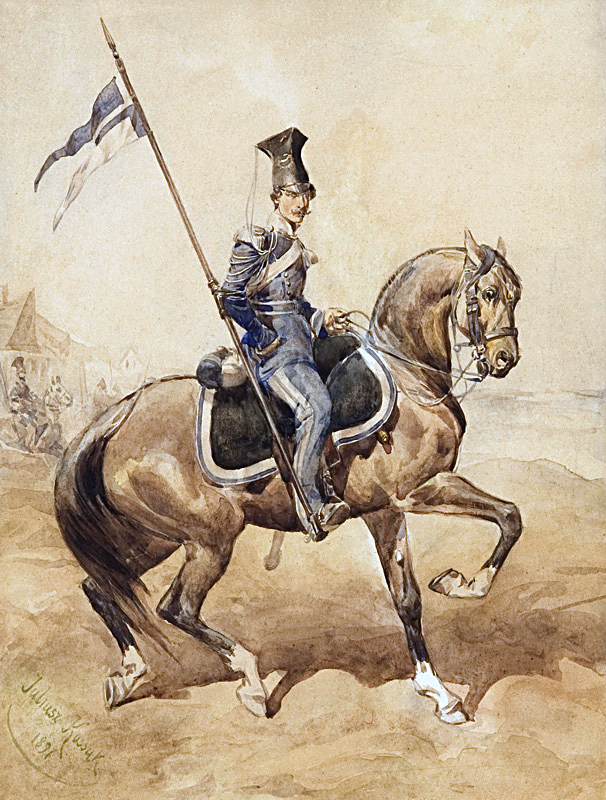
Ulan din Garda Națională Poloneză în Lwów 1848
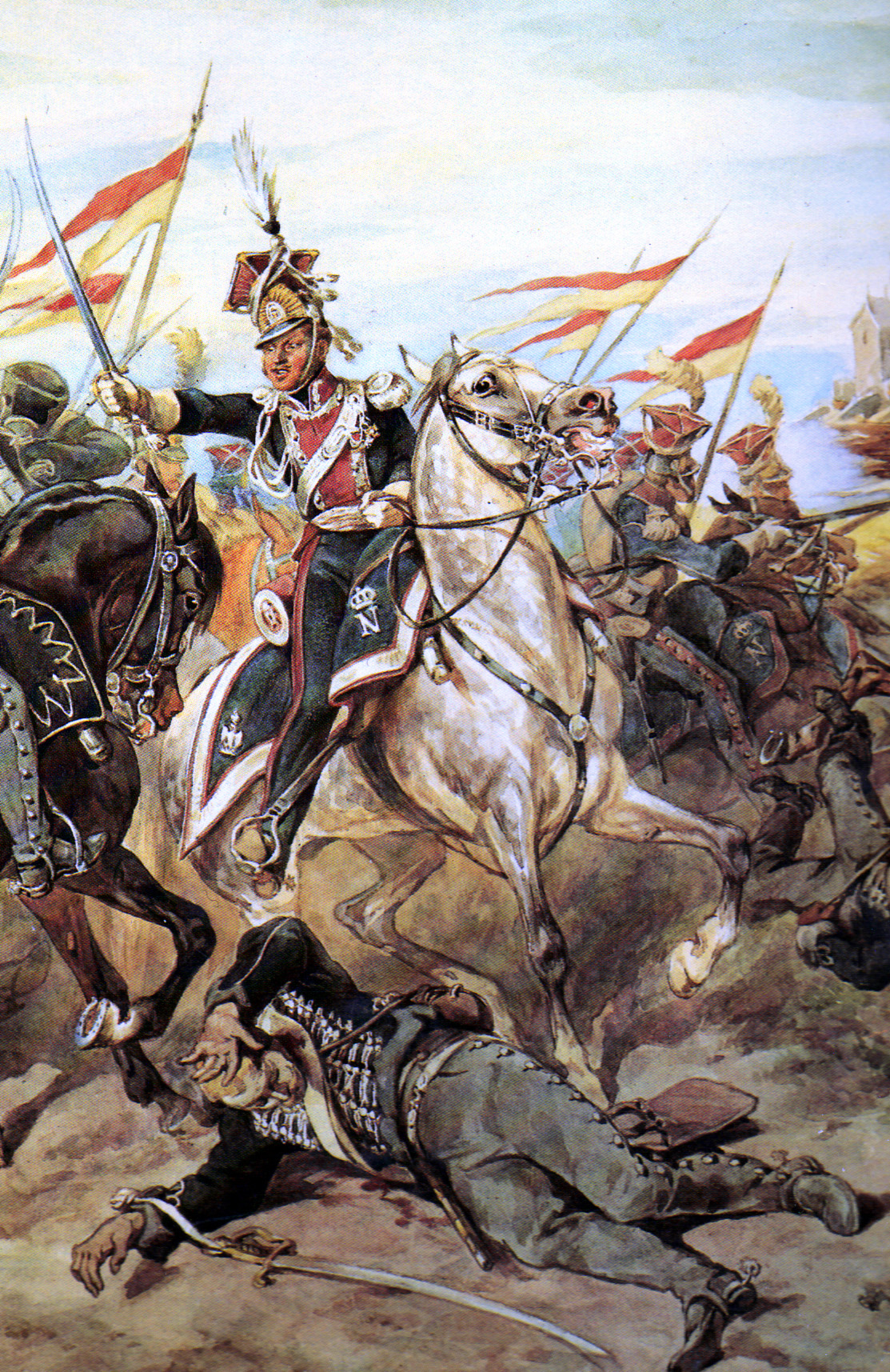
Legiuni poloneze în perioada Napoleoniană. Cavalerie ușoară
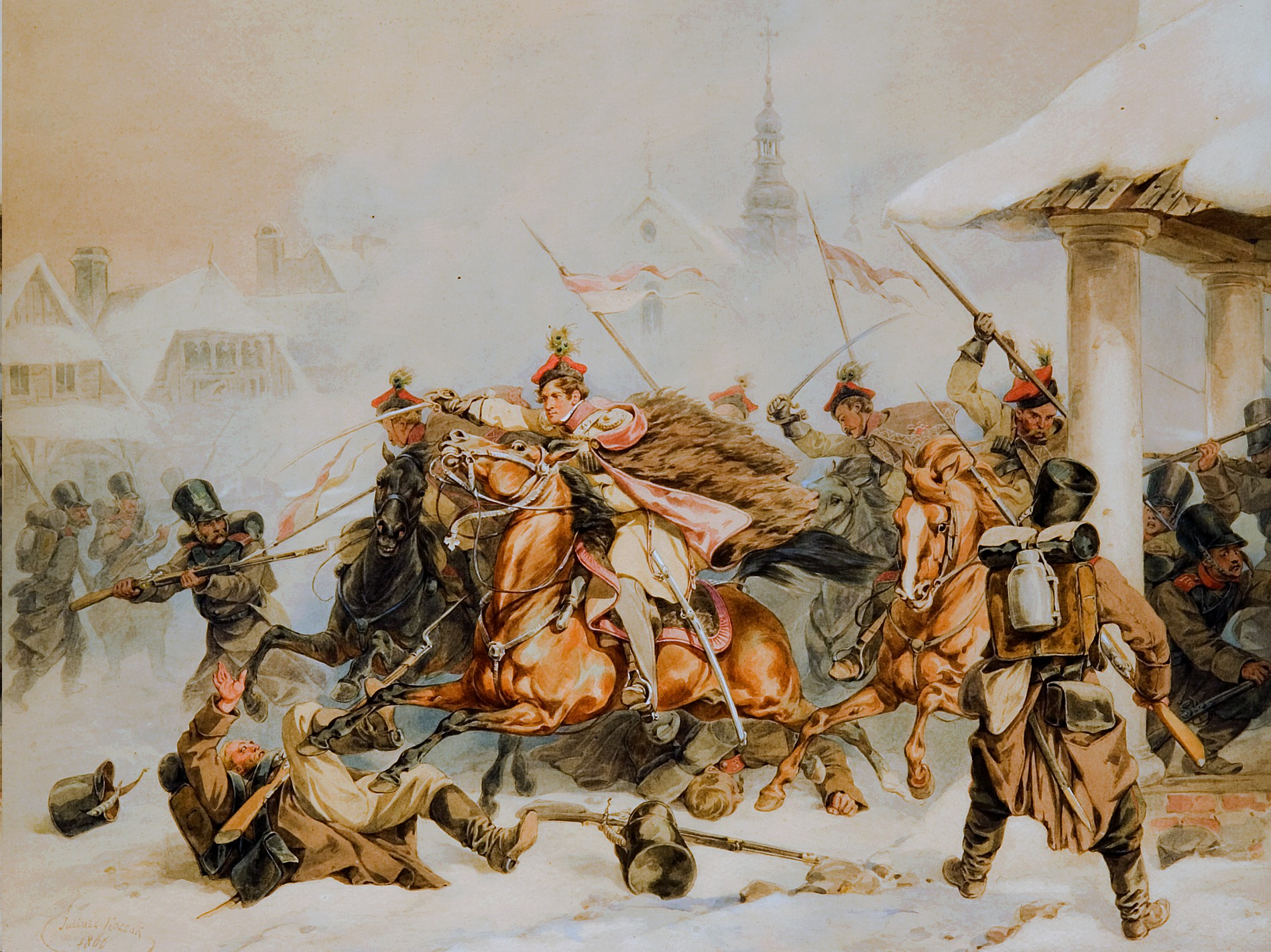
Revolta din Cracovia (1846)
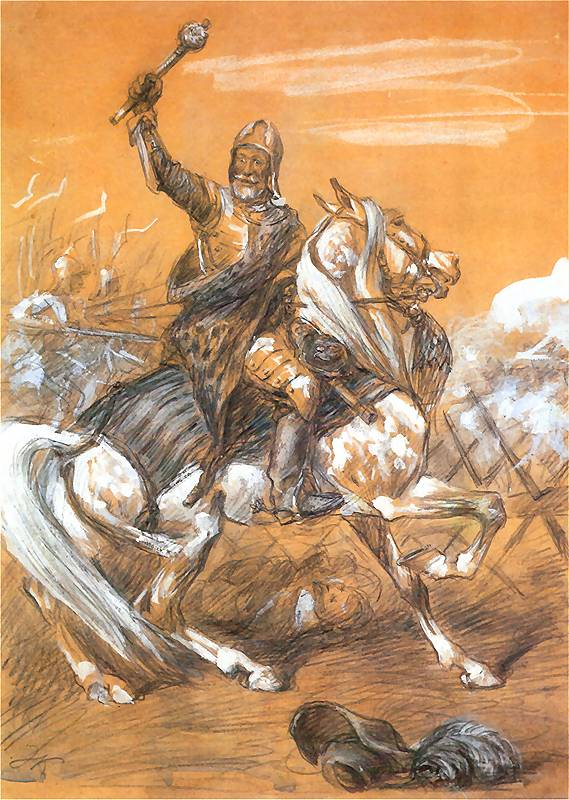
Hatman Jan Karol Chodkiewicz
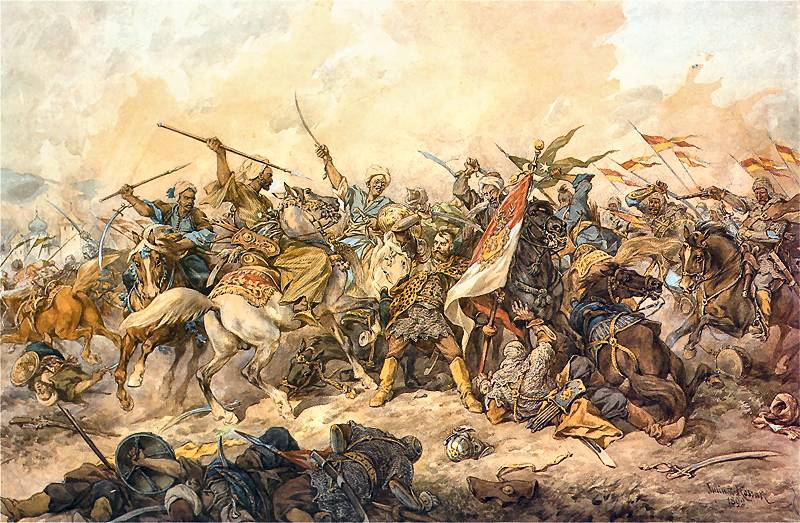
Krzysztof Gniewosz apărând drapelul polonez la  Chocim